# Огњеновић
Огњеновић је српско презиме, патроним настао од мушког имена Огњен. Може се односити на следеће особе:
- Вида Огњеновић (1941), књижевница
- Маја Огњеновић (1984), одбојкашица
- Мирјана Огњеновић (1953), рукометашица
- Перица Огњеновић (1977), фудбалер
- Светлана Огњеновић (1981), рукометашица